# جمعه خونین زاهدان
جمعه خونین زاهدان یا جمعه سیاه زاهدان به درگیری‌های ۸ مهر ۱۴۰۱ میان مردم معترض زاهدان و نیروی انتظامی جمهوری اسلامی ایران در جریان خیزش ۱۴۰۱ ایران و به‌دنبال تجاوز فرماندهٔ انتظامی به دختری بلوچ، که به قتل عام و کشتار حدود صد نفر از نمازگزاران اهل سنت منجر شد گفته می‌شود. میان روایت جمهوری اسلامی و روایت منابع محلی، دربارهٔ وقایع این روز تفاوت‌های کلیدی وجود دارد. در این درگیری بر پایه آمار شورای تأمین سیستان و بلوچستان ۳۵ نفر کشته شدند، اما فعالان بلوچ حدود ۱۰۰ نفر از قربانیان را شناسایی کرده‌اند.
سپاه پاسداران انقلاب اسلامی گروه جیش‌العدل را مسئولیت حمله و تیراندازی معرفی کرد، اما این گروه ادعاهای سپاه را رد کرد. مولوی عبدالحمید، امام جمعه اهل‌سنت زاهدان، در ۲۹ مهر سید علی خامنه‌ای را مسئول کشته شدن معترضان دانست.

## پیش زمینه
اعتراضات در زاهدان پس از آن صورت گرفت که عبدالغفار نقشبندی، امام جمعه موقت راسک در استان سیستان و بلوچستان، با انتشار بیانیه‌ای خبر تجاوز یک فرمانده نیروی انتظامی به یک دختر ۱۵ ساله بلوچ را تأیید کرد.

## روایت منابع محلی
در پی فراخوانی برای اعتراض به کشته‌شدن مهسا امینی و همچنین تجاوز به دختر ۱۵ ساله بلوچ توسط فرمانده انتظامی چابهار، روز جمعه ۸ مهر ۱۴۰۱ تظاهراتی در زاهدان برپا شد. بعد از نماز جمعه، گروهی از نمازگزاران به سوی کلانتری ۱۶ زاهدان حرکت کرده و در آنجا تجمع می‌کنند و شعارهایی ضد حکومت سر می‌دهند. برخی از معترضان خشمگین به سوی کلانتری سنگ پرتاب می‌کنند، اما مأموران یگان ویژه، که از قبل داخل کلانتری مستقر بودند، به سوی معترضان شلیک می‌کنند، سپس مأموران لباس‌شخصی، که از پیش در بالای ساختمان‌های اطراف مصلای زاهدان مستقر شده بودند، شروع به شلیک به سمت نمازگزاران داخل مصلی کردند و در کمتر از یک ساعت افراد زیادی را به قتل رسانده و بسیاری را مجروح کردند. انتشار این خبر باعث به‌وجود آمدن درگیری‌هایی در سطح شهر شد که در این درگیری‌ها نیز عده‌ای کشته شدند. همچنین به گفتهٔ شاهدان عینی در جریان این درگیری‌ها نیروهای امنیتی و لباس‌شخصی‌ها چندین مغازه و پاساژ را به آتش کشیدند.
طبق گزارش‌ها و ویدئوهای منتشر شده نیروهای سرکوبگر جمهوری اسلامی از تفنگ‌های خودکار و تک‌تیرانداز و همچنین بالگرد برای سرکوب معترضان استفاده کرده‌اند.

## روایت جمهوری اسلامی
مقامات حکومتی همانند گذشته معترضان را عوامل گروه های تروریستی خواندند و گفتند از همان ابتدا به پاسگاه حمله تروریستی شده و مأموران نیروی انتظامی در دفاع از خود در برابر یک گروه مسلح، اقدام به تیراندازی کرده‌اند. سپاه پاسداران مدعی است گروه جیش‌العدل به چندین پاسگاه حمله کرده است. در این درگیری‌ها حمیدرضا هاشمی و محمدامین آذرشکر از اعضای سپاه پاسداران و محمدامین عارفی از بسیج کشته می‌شوند.
خبرگزاری حکومتی ایرنا از کشته‌شدن دو عضو ارشد جیش العدل با نام های عبدالمجید ریگی و یاسر شه‌بخش در واقعه جمعه خونین زاهدان به دست مأموران امنیتی خبردادند. اما این در صورتی است که عبدالمجید ریگی (عبدالمالک ریگی)، رهبر پیشین گروه جیش‌العدل در سال ۱۳۸۸ دستگیر و اعدام شده بود. یاسر شه‌بخش نیز از افراد عادی بود که پس از محاصره مردم و مسجد مکی توسط سپاه و لباس شخصی ها، اسلحه برداشت و توانست قبل از کشته شدنش رئیس اطلاعات سپاه و فرمانده اجرایی عملیات جمعه خونین را به همراه چند مامور دیگر بکشد.
خبرگزاری تسنیم در خبری اعلام کرد گروه جیش العدل با انتشار بیانیه‌ای مسئولیت حمله را پذیرفته است. اما بعداً جیش‌العدل با انتشار بیانیه‌ای قبول مسئولیت را «کذب محض» خواند. روایت حکومت ایران از نقش گروه‌های «تجزیه‌طلب» در این رویداد توسط عبدالحمید اسماعیل‌زهی، امام جمعه اهل سنت زاهدان نیز تکذیب شده است.

## واکنش‌ها
مولوی عبدالحمید از این واقعه به عنوان جمعه خونین زاهدان نام برده و بارها خواستار رسیدگی و تحقیق دربارهٔ آن و برخورد با عوامل و مقصران آن شده است. او سید علی خامنه‌ای، رهبر جمهوری اسلامی را به‌عنوان کسی که فرماندهی کل قوای نظامی ایران را در دست دارد، در برابر کشته‌شدگان این واقعه مسئول می‌داند. او همچنین در خطبه‌های نماز جمعه ۱۳ آبان زاهدان، خواستار برگزاری رفراندوم فوری با حضور ناظران بین‌المللی برای «تغییر سیاست‌ها بر اساس خواسته‌های مردم» شد. امام جمعه اهل سنت زاهدان، روز چهارشنبه ۳۰ آذر تأکید کرد: «در جمعه خونین زاهدان ما معتقدیم که مردم ما را نه مأموران، بلکه حاکمیت و نظام زده است.» امام جمعه اهل تسنن زاهدان در خطبه‌های نماز جمعه ۲ دی زاهدان از صدور احکام محاربه، اعدام و همچنین شکنجه و تجاوز به زندانیان در بازداشت‌گاه‌ها به شدت انتقاد کرد.
معین‌الدین سعیدی، نماینده چابهار در دوره یازدهم مجلس شورای اسلامی، در اظهاراتی در صحن علنی مجلس به کشتار مردم بلوچستان پرداخت و گفت تاکنون هیچ مسئولی پس از این حوادث عذرخواهی نکرده و پرسیده چرا نحوه برخورد با معترضین در این استان متفاوت بوده است و در نقاط دیگر کشور از گلوله‌های مشقی و پلاستیکی و در بلوچستان از گلوله جنگی استفاده می‌شود. صحبت‌های او قطع و نیمه‌تمام ماند.
در اولین جمعه پس از چهلم جمعه خونین زاهدان مولوی عبدالحمید امام جمعه زاهدان از نمایندگان مجلس ایران به دلیل درخواست اعدام برای معترضان به شدت انتقاد کرد. عبدالمجید گفت: «همه می‌دانند که شهروندان بلوچ در کشتار زاهدان و خاش به ناحق کشته شده‌اند.» وی خواستار محاکمه آمران و عاملان این جنایت شد و همچنین خواستار شد تا مقامات حکومتی اتهام «تجزیه‌طلبی» به معترضان را پس بگیرند.
عفو بین‌الملل: نیروهای امنیتی در استان سیستان و بلوچستان با هدف کشتن معترضان، از گلوله‌های جنگی استفاده می‌کنند. این نهاد بین‌المللی حقوق بشر همچنین اعلام کرد که نیروهای امنیتی حکومت ایران با استفاده از «الگویی کشنده» در سرکوب اعتراضات مردم بلوچستان، از «مهمات و گلوله جنگی مرگبار» استفاده کرده و «بالاتنه، سینه و سر معترضان را به قصد کشتار» هدف قرار داده‌اند.
عفو بین‌الملل خواستار اقدام فوری جهانی برای توقف زدن به کشتار معترضان در سیستان و بلوچستان شد.
سید علی خامنه‌ای، رهبر جمهوری اسلامی ایران، ۴۰ روز پس از کشتار در زاهدان هیاتی را برای ابلاغ «سلام خود» به این شهر فرستاد. این هیئت به ریاست محمدجواد حاج‌علی‌اکبری، رئیس شورای سیاست‌گذاری ائمه جمعه و یکی از خطیبان موقت نماز جمعه تهران، شامگاه شنبه ۲۱ آبان ۱۴۰۱ وارد زاهدان شد. حاج‌علی‌اکبری، سه روز بعد در اظهاراتی، منتقدان اقدامات حکومت را «لال» و «زبان‌دراز» نامید. مولوی عبدالحمید، در پیامی توئیتری به رویکرد هیئت اعزامی اعتراض کرد و گفت که این هیئت، دست به تهدید و ارعاب بیشتر زده است.
بر اساس فایل صوتی لو رفته از یک جلسه «شورای ائتلاف نیروهای انقلاب اسلامی» به ریاست غلامعلی حداد عادل، رضا داوری دبیر این شورا به «اشتباه خیلی فاحش» نیروهای امنیتی جمهوری اسلامی در کشتار مردم زاهدان در جریان «جمعه خونین» این شهر اعتراف می‌کند.
سازمان دیده‌بان حقوق بشر طی گزارشی اعلام کرد که نیروهای امنیتی جمهوری اسلامی در روز هشتم مهر با استفاده «غیرقانونی» از «نیروی قهریه مرگبار» در زاهدان، ده‌ها معترض را کشته و مجروح ساختند. این سازمان تأکید کرد که این سرکوب به حدی بود که «جمعه خونین» زاهدان با بیشترین آمار کشته‌شدگان آنهم در یک روز، «مرگبارترین سرکوب سال» بوده است.
گروهی از خانواده‌های دادخواه کشته‌شدگان و مجروحان «جمعه خونین» زاهدان و خاش با صدور بیانیه‌ای در ۲۷ دی ۱۴۰۳ نسبت به موضوع پرداخت دیه توسط مأموران شلیک‌کننده جمهوری اسلامی به خانواده‌ها اعتراض کردند. در این بیانیه به ماده هفتم اساسنامه دادگاه کیفری بین‌المللی که «کشتار سیستماتیک یک جمعیت غیرنظامی را محکوم می‌کند» اشاره شده و واقعه «جمعه خونین» زاهدان را «مصداق بارز جنایت علیه بشریت» خوانده است. آنها در ادامه این بیانیه که توسط «کمپین فعالین بلوچ» منتشر شده به ضرورت تحقیقات مستقل بین‌المللی برای شناسایی آمران و عاملان اصلی این جنایت پرداخته و خواهان محاکمه آمران ارشد و مسئول این جنایت شده‌اند.

### چهلم قربانیان
روز چهارشنبه ۱۸ آبان ۱۴۰۱ در چهلم قربانیان جمعه خونین زاهدان، در بسیاری نقاط ایران شهروندان با اعتصاب و اعتراض با مردم سیستان و بلوچستان همدردی کردند. در طول روز مردم در زاهدان و بسیاری از شهرهای کردستان و تهران اعتصاب کردند. گسترده‌ترین اعتصاب‌ها در شهرهای کردستان از جمله مهاباد، بوکان، سقز، سنندج و بانه انجام شد.
با فرارسیدن ساعات شب مردم در نقاطی در مهاباد، اصفهان، تهران، رشت، مشهد، شیراز، شهرکرد و بندرعباس تجمع کردند شعارهای ضدحکومتی سر دادند. در مشهد معترضان شعار «سنندج، زاهدان، چشم و چراغ ایران» و در خیابان ستارخان تهران مردم شعار «کشته شده خدانور، به دست چندتا مزدور» سر دادند.
همچنین دانشجویان در دانشگاه صنعتی امیرکبیر، دانشگاه تهران، دانشگاه هنر و معماری پارس، دانشگاه علوم بهزیستی و توانبخشی ولنجک و دانشگاه هنر تبریز نیز دست به تحصن زده و با برگزاری آیین‌هایی از کشته‌شدگان زاهدان و خاش یاد کردند. دانشجویان دانشگاه علم و فرهنگ تهران تجمع کرده و شعارهایی در اعتراض به کشته‌شدن معترضان در سیستان و بلوچستان با تیراندازی نیروهای امنیتی سر دادند.

### سالگرد
- سالگرد جمعه خونین زاهدان با اعزام گسترده نیروهای یگان ویژه و سپاه پاسداران از استان‌های خراسان جنوبی، کرمان و هرمزگان به سیستان و بلوچستان همراه شد.[۳۷] نماز جمعه این روز در میان تدابیر شدید امنیتی و با حضور سنگین نیروهای انتظامی توسط مولوی عبدالحمید برگزار شد. جمعیت پرشماری نسبت به جمعه‌های قبل، پس از اقامه نماز جمعه با سر دادن شعارهای «مرگ بر خامنه‌ای» و «مرگ بر بسیجی» در زاهدان تظاهرات کردند.[۳۸]

پس از برگزاری نماز جمعه، مأموران نظامی و لباس شخصی مسجد مکی زاهدان را محاصره کرده و به سمت آن آتش گشودند که دست‌کم ۲۳ تن مجروح شدند. همزمان در شهرهای راسک و خاش هم معترضان پس از پایان نماز جمعه در خیابان‌ها راهپیمایی کردند.
- در آستانه دومین سال‌گرد کشتار معترضان زاهدان معروف به جمعه خونین، گروهی از شهروندان این شهر بعد از برگزاری نماز جمعه راهپیمایی اعتراضی برپا کردند. معترضان درحالی‌که بر روی یکی از پلاکاردهای‌شان نوشته شده بود «جنایت جمعه خونین فراموش نمی‌شود»، شعار می‌دادند: «قسم به خون یاران، ایستاده‌ایم تا پایان» و «زندانی سیاسی، آزاد باید گردد».[۳۹] همچنین رسانه‌ها از جو شدید امنیتی و گسیل نیروهای نظامی به زاهدان خبر دادند.[۴۰][۴۱]

## پیامدها

### جمعه‌های اعتراضی
پس از حملات خونین به معترضان در زاهدان و خاش، شهرهای مختلف سیستان و بلوچستان هر جمعه صحنه تظاهرات بلوچ‌ها بوده است. با وجود تشدید فشارها این تجمع‌ها هر هفته ادامه دارد و معترضان به سردادن شعارهای تند علیه حکومت ادامه می‌دهند. همچنین مولوی عبدالحمید، امام جمعه اهل سنت زاهدان، بارها در سخنرانی‌های خود خواستار محاکمه عاملان این کشتار شده است.

### جمعه خونین خاش
اعتراضات در خاش پس از مراسم نماز جمعه ۱۳ آبان ۱۴۰۱ آغاز شد و معترضان در این شهر با تجمع در خیابان‌ها علیه جمهوری اسلامی شعار دادند. آنها اقدام به پرتاب سنگ به داخل فرمانداری می‌کنند که مورد هدف مستقیم گلولهٔ جنگی قرار می‌گیرند. به گفته صاحبگل صالحی، فرماندار خاش، معترضان تلاش کردند ساختمان فرمانداری را تصرف کنند و اداره جهاد کشاورزی این شهرستان به‌طور کامل در آتش سوخت. به گفته او ۱۲ دستگاه خودرو در شهر خاش سوزانده شد.
مولوی عبدالحمید، امام جمعه زاهدان، در بیانیه‌ای اعلام کرد در این حادثه دست‌کم ۱۶ نفر کشته و ده‌ها نفر دیگر زخمی شدند. او همچنین اظهارات مقام‌های جمهوری اسلامی دربارهٔ «حمله مسلحانه مردم خاش به فرمانداری» را «دروغ محض» خوانده است.

### تغییر استاندار
در ۴ دی ۱۴۰۱ با پیشنهاد احمد وحیدی، وزیر کشور ایران و با تأیید هیئت دولت سیزدهم، محمد کرمی به سمت استانداری سیستان و بلوچستان منصوب و جایگزین حسین مدرس خیابانی شد. مدرس خیابانی، استاندار پیشین چندین بار تقاضای استعفا کرده بود.

### بازداشت معترضان
نزدیک به سه ماه پس از «جمعه خونین زاهدان» و پس از برگزاری سیزده جمعه اعتراضی، روز دوشنبه ۱۲ دی ۱۴۰۱ دست‌کم ۴۰ تن در جریان عملیات مشترک وزارت اطلاعات، سازمان اطلاعات سپاه پاسداران و فرماندهی انتظامی سیستان و بلوچستان در شهر زاهدان بازداشت شدند. بر اساس گزارش رسانه‌ها و فعالان منطقه، بازداشت‌های روز دوشنبه زاهدان در دو مرحله انجام شد و ابتدا ۱۰ تن در خیابان کشاورز و سپس ۳۰ تن در ورزشگاه محله کریم‌آباد زاهدان بازداشت شدند.

### معرفی مسجد مکی به‌عنوان مصداق مسجد ضرار
محمدجواد لاریجانی، دبیر ستاد حقوق بشر نظام جمهوری اسلامی ایران، در پی خیزش ۱۴۰۱ ایران مسجد جامع مکی زاهدان را مصداق مسجد ضرار معرفی کرد و گفت که از آنجا حرف‌های متعفن بیرون می‌آید. مسجد ضرار به عنوان «نماد نفاق» در اسلام شهرت دارد و محمد دستور ویران کردنش را داد.